# Караганди
Караганди или Караганда (каз. Қарағанды, рус. Караганда) је град Казахстану у Карагандинској области. Према процени из 2010. у граду је живело 472.957 становника. По томе је Караганда четврти највећи град земље.
Име града потиче од грмља каргана (Caragana arborescens, Caragana frutex) које је често у овом крају.
Крајем 19. века овде је почела експлоатација угља. Караганди је настао у 20. веку као град за око 300.000 становника по плановима совјетског руководства. Пројектовао га је архитекта и урбаниста Александар Иванович Кузњецов. Овде су депортовани многи осуђеници, јер је град био један од главних гулага. У доба Другог светског рата до 70% градског становништва били су Волшки Немци. Они су колективно пресељени у Сибир и Казахстан по Стаљиновом наређењу. Град се од 1971. снабдева водом из канала Иртиш-Караганда.

### Клима
Клима у Карагандију је екстремно континентална, са оштрим зимама, врућим летима и умереним годишњим падавинама.
Најнижа икада регистрована температура била је − 42.9 ° (1938)

## Становништво
Према процени, у граду је 2010. живело 472.957 становника.
| 1979.    | 1989.    | 1999.    |
| -------- | -------- | -------- |
| 571.877. | 507.318. | 436.864. |

По подацима из 2010, етнички састав становништва је: Руси — 214.969 (50,57%), Казаси — 171.038 (36,25%), Украјинци — 22.631 (4,80%), Немци — 15.607 (3,31%), Татари 14.395 (3,05%).